# Albert du Bousquet

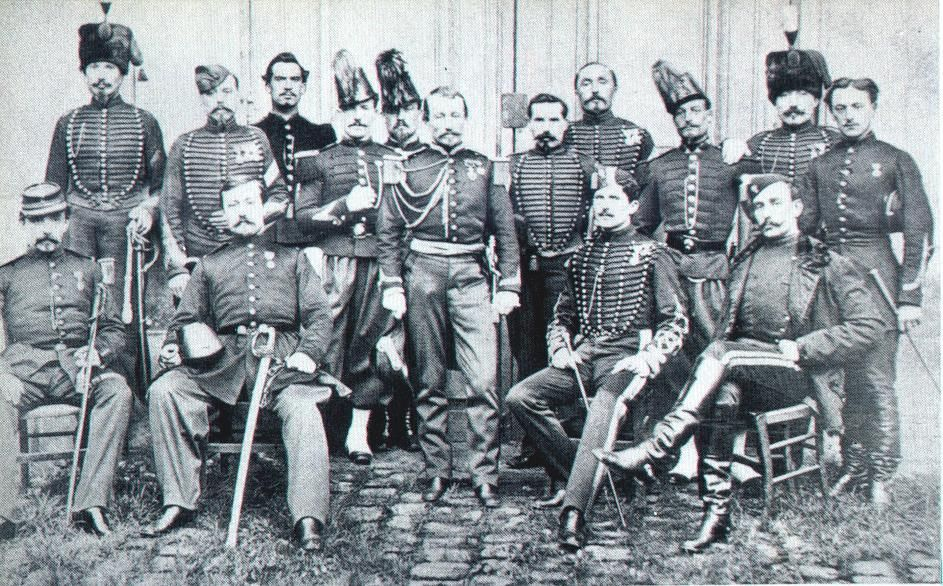
Première mission militaire française au Japon. Albert du Bousquet est le cinquième debout à partir de la droite.

Albert Charles du Bousquet, né le 25 mars 1837 en Belgique et décédé à l'âge de 45 ans le 18 juin 1882 à Tokyo, est un lieutenant d'infanterie et interprète français qui fut conseiller étranger au Japon durant l'ère Meiji.

## Biographie
Né en Belgique de parents français, du Bousquet revient en France en 1855, entre à l'École spéciale militaire de Saint-Cyr et devient lieutenant après l'obtention de son diplôme. Il participe en 1860 à la seconde guerre de l'opium en Chine lorsque les troupes britanniques et françaises occupent Pékin.
En 1866, à la demande du shogun Tokugawa Iemochi, Napoléon III envoie la première mission militaire française au Japon dirigée par le capitaine Jules Chanoine. À la différence de Jules Brunet, du Bousquet ne participe pas à la bataille de Hakodate. La mission est cependant interrompue en 1868 par l'effondrement du shogunat à la suite de la guerre de Boshin, et du Bousquet devient interprète de la légation française au Japon. En 1870, du Bousquet devient conseiller étranger. Il est engagé comme traducteur à la chambre des Anciens. Il traduit par la suite en japonais les articles de la constitution française, plus de cent règlements militaires et aide à la traduction des négociations des traités inégaux.
En 1876, il épouse une Japonaise nommée Hana Tanaka, qui devient Maria du Bousquet et lui donne six enfants. De Bousquet devient ensuite consul de France au Japon avant de mourir à Tokyo le 18 juin 1882. Il est enterré au cimetière d'Aoyama. A son enterrement, Ernest Mason Satow fut présent en tant que l'un des quatre porteurs du cercueil (Bourgoin, attaché militaire, Geavaise, le commandant du Kersaint et Osaka, un officier Japonais, furent les trois autres). Une foule de Japonais et de diplomates étaient également présents.